# Klinika
Klinika – specjalistyczny oddział szpitalny wchodzący w skład uczelni lub instytutu naukowego, który oprócz leczenia chorych prowadzi prace dydaktyczne oraz badawcze.
Wyraz pochodzi z języka greckiego i odnosi się do łóżka – klinika jest miejscem nauczania medycyny „przy łóżku chorego”.
Znaczenie angielskiego wyrazu clinic bliskie jest polskiej przychodni.